# Chicago Board of Trade (foto)
Chicago Board of Trade é uma foto colorida feita pelo artista alemão Andreas Gursky em 1997. É a foto original que ele tirou do Chicago Board of Trade, da qual faria novas versões em 1999 e em 2009. A foto teve seis edições, uma delas no The Broad Museum, em Los Angeles. Também faz parte de uma série que a artista realiza sobre o tema bolsa de valores e mesa de negócios pelo mundo, desde 1990.
A imagem tem o formato de 185,42 por 241,94 cm. Nesta versão original o espaço representado é maior, mostrando também a área circundante, incluindo as varandas, do Chicago Board of Trade, que seria recortada nas versões seguintes.
Esta primeira versão foi vendida por U$$ 2.507.755 na Sotheby's, Londres, em 24 de junho de 2013, tornando-se uma das fotografias mais caras já vendidas.